# ヴァレニエ
ヴァレニエ（ロシア語: Варенье / Варение、ベラルーシ語: Варэнне、ウクライナ語: Варення、ラテン文字：VarenyeもしくはVarenie、ヴァレーニエと表記されることもある）は、東ヨーロッパ（ロシア、ウクライナ、ベラルーシなど）で広く見られる伝統的な果物のプレザーブである。
ヴァレニエはベリーもしくは他の果物、まれにナッツや野菜、花、未成熟の松かさなどを砂糖とともに煮て作る。
ヴァレニエはジャムに似ているものの、果物を柔らかくすることはなく、増粘安定剤を加える事もない。ヴァレニエの特徴は濃厚だが果物の自然な色を失っていない透明なシロップにある。伝統的なレシピの中には、砂糖の代わりにはちみつや糖蜜のような他の自然の甘味料を使用しているものもある。

## 使用法
ヴァレニエはデザートや調味料として使用し、特にパンケーキ（ブリヌイ、アラジー、シルニキなど）のトッピングや、パイ（ピローク）やケーキ、クッキーのフィリング、さらには紅茶のお茶うけとして楽しむことが多い。なお、日本ではジャムを入れた紅茶を俗に「ロシア紅茶」と呼ぶが、ジャムやヴァレニエを食べながら紅茶を楽しむのが本来のロシアの喫茶方法であり、紅茶の中に入れることは無い。
ヴァレニエはジャムのようにパンに塗って食べることもあるが、ジャムと比べて液体分と固形分がはっきり分かれているため、何かに塗り付けて食べるのにはあまり向かない。また、ヴァレニエ自体をデザートとして食べることもある。

## 書籍への登場

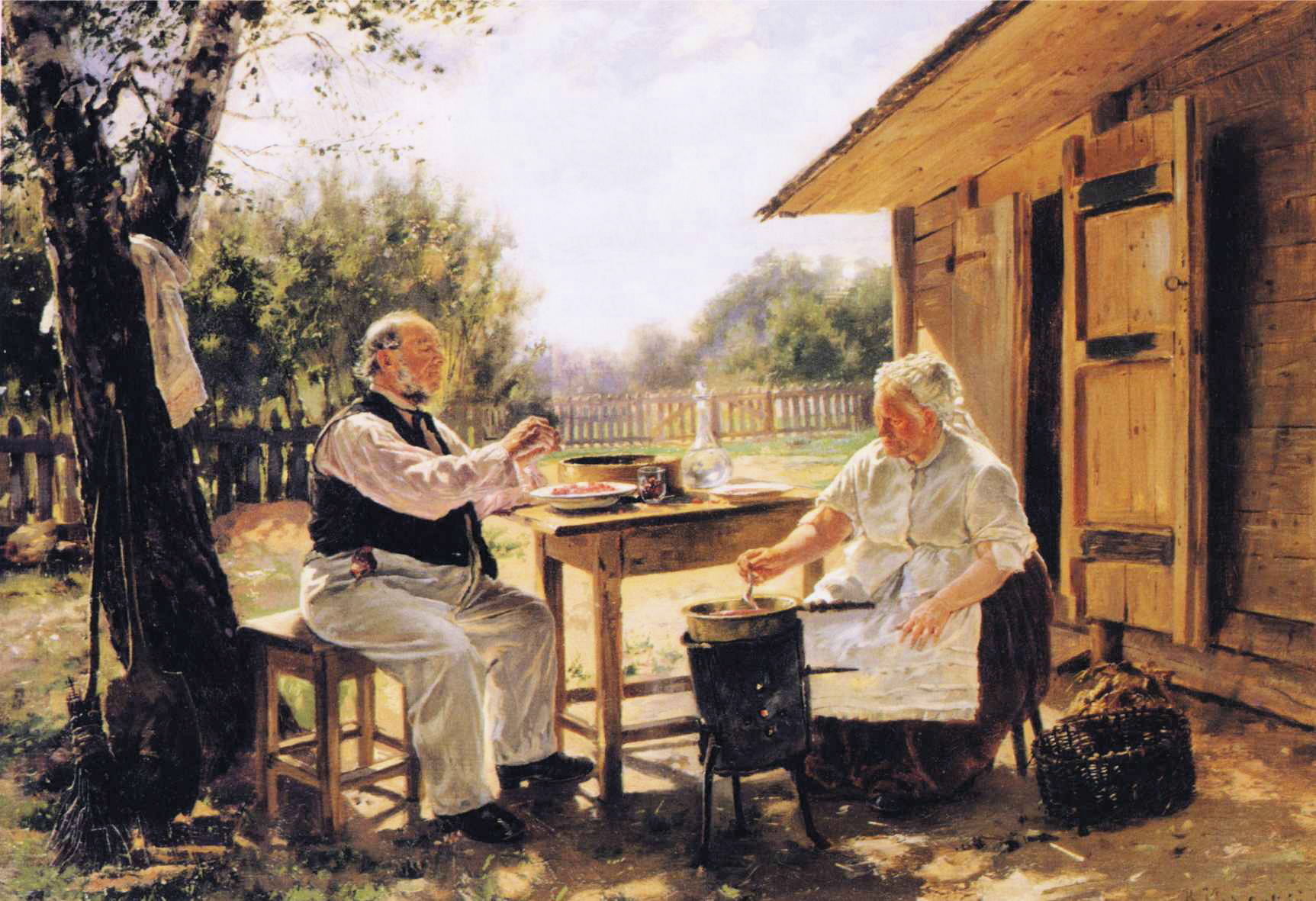
ウラジーミル・マコフスキーの「ヴァレニエを作る」、1876年

東スラヴの諸言語において、ヴァレニエという単語は甘いフルーツプレザーブ全般を指し、より一般的な意味で使用されている。ロシア語へと翻訳した書籍、特に子供向けの本においては、ヴァレニエという単語は子供にとってあまり一般的でない借用語、例えばジャムやコンフィチュール、マーマレードといった外国の言葉全般を代用する単語として使用されている。このような例は不思議の国のアリスやトム・ソーヤーの冒険などの子供向け書籍、さらにはアストリッド・リンドグレーン作の児童文学書やねの上のカールソンを題材にしたアニメなどにも見ることができる。
ソビエト連邦時代の児童文学作家アルカージー・ガイダールの有名な子供向け書籍「軍の機密」には、アンチヒーローの幼いバドゥンが「樽一杯のヴァレニエとバスケット一杯のビスケット」に目が眩んで友人を裏切る場面が登場するが、この「樽一杯のヴァレニエとバスケット一杯のビスケット」 （ロシア語: Бочка варенья и корзина печенья）という文句も同様に、英語への翻訳においてはヴァレニエの代わりにジャムが使用されている。この文句はロシア語では裏切りや他人を売り渡す行為を象徴しており、銀貨30枚（イエス・キリストに対するユダの裏切りを表す定型句）に似た非常に一般的な定型句となっている。

## ギャラリー

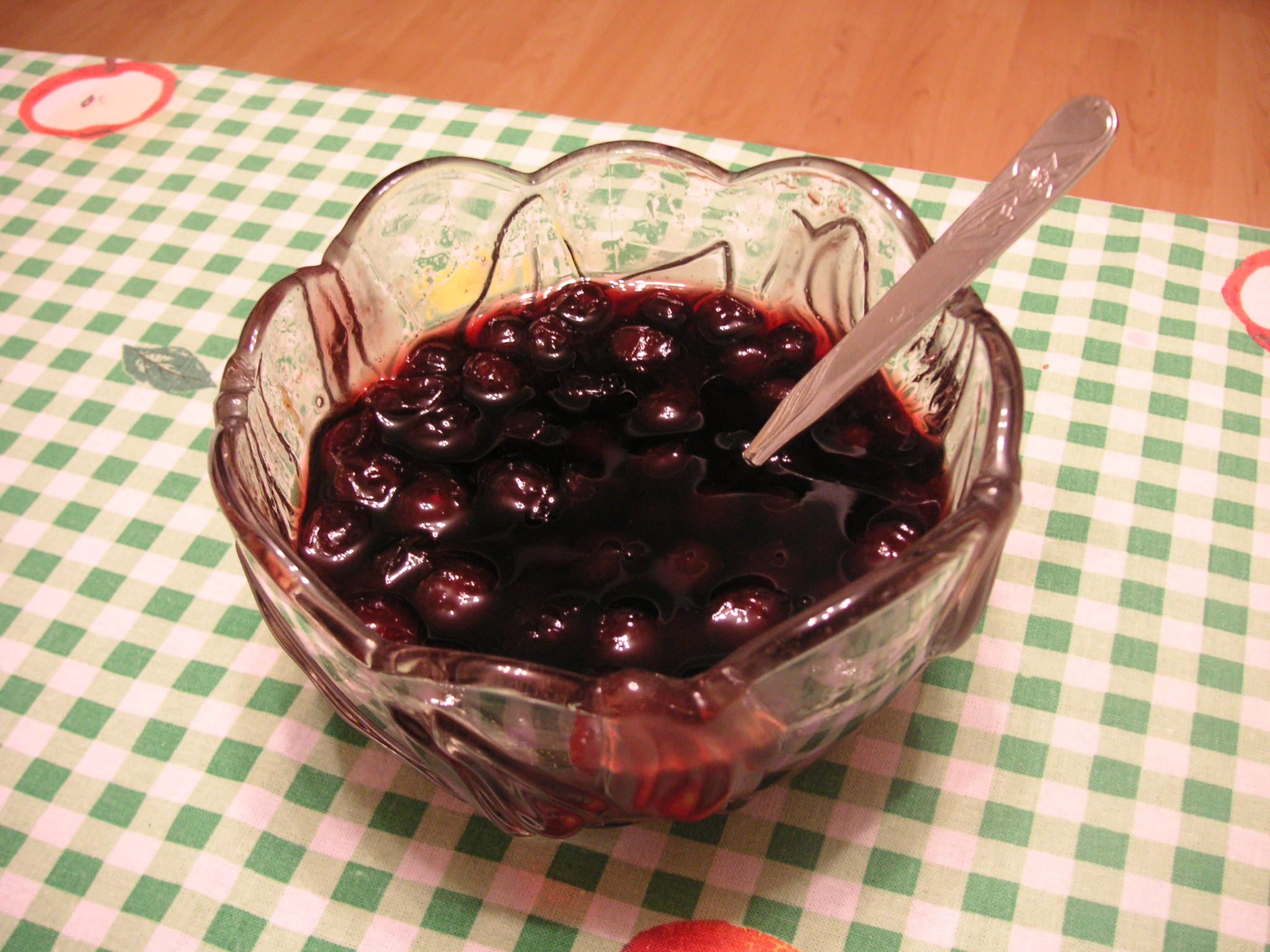
スミミザクラのヴァレニエ
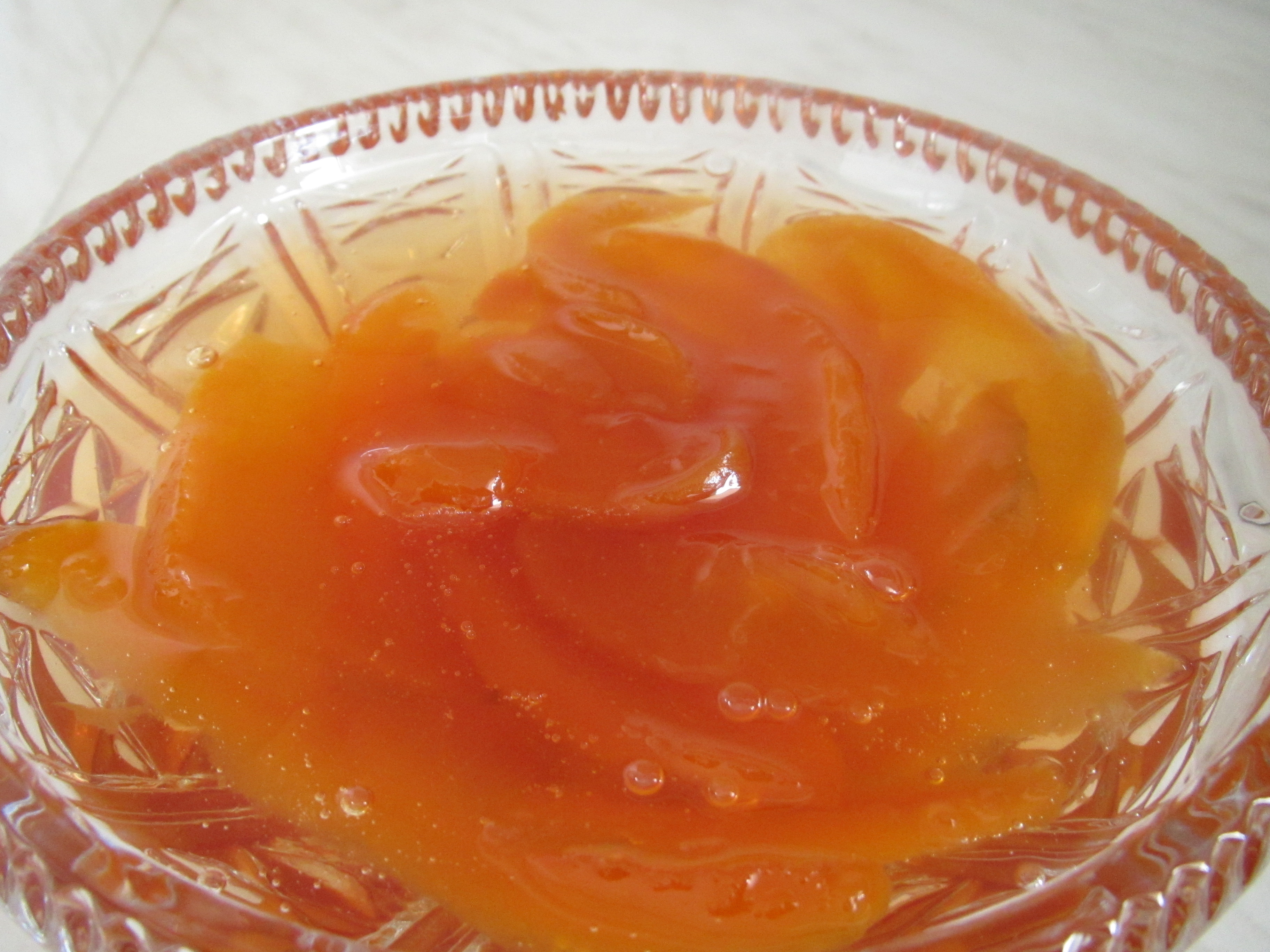
桃のヴァレニエ
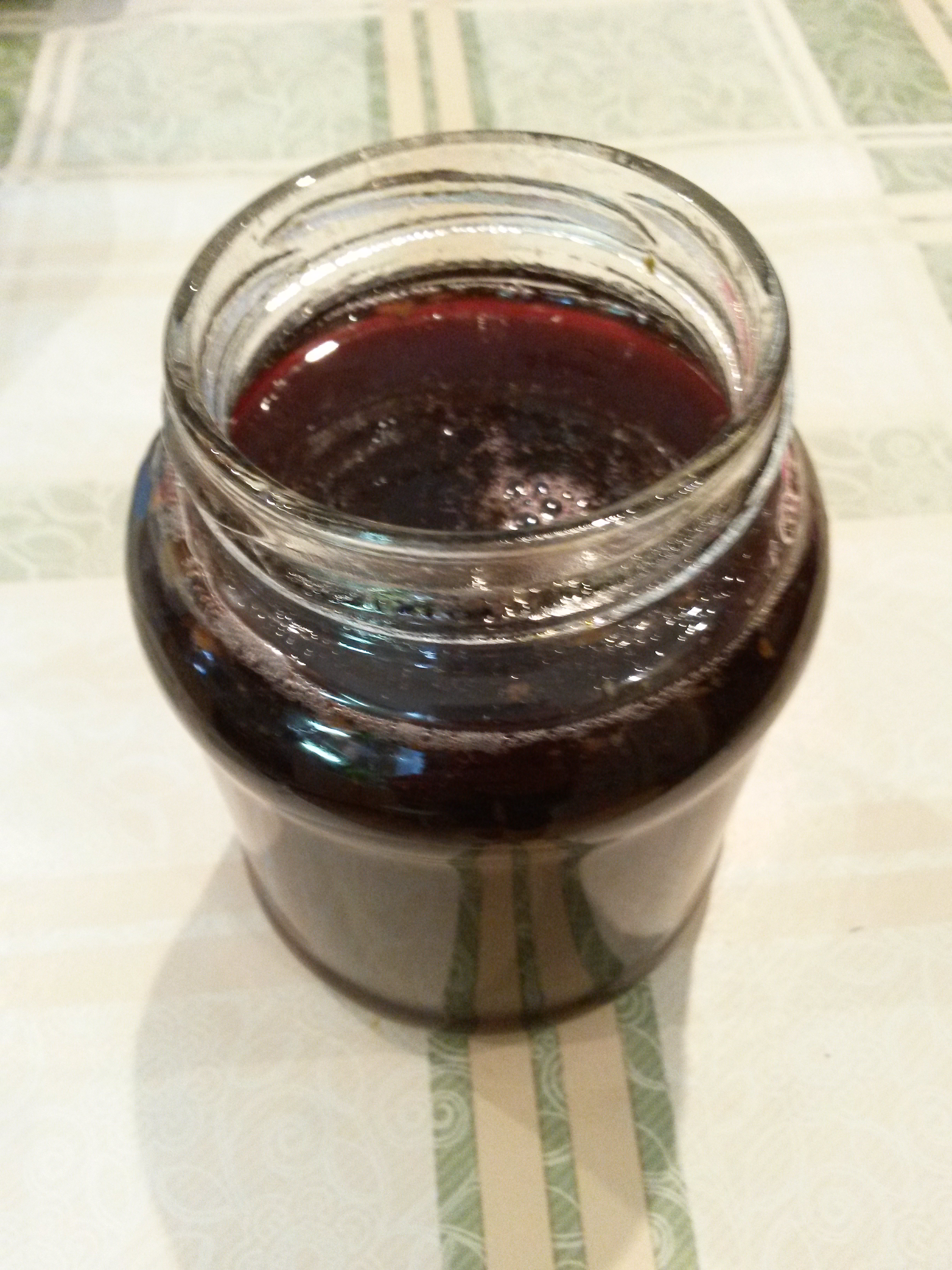
ブドウのヴァレニエ
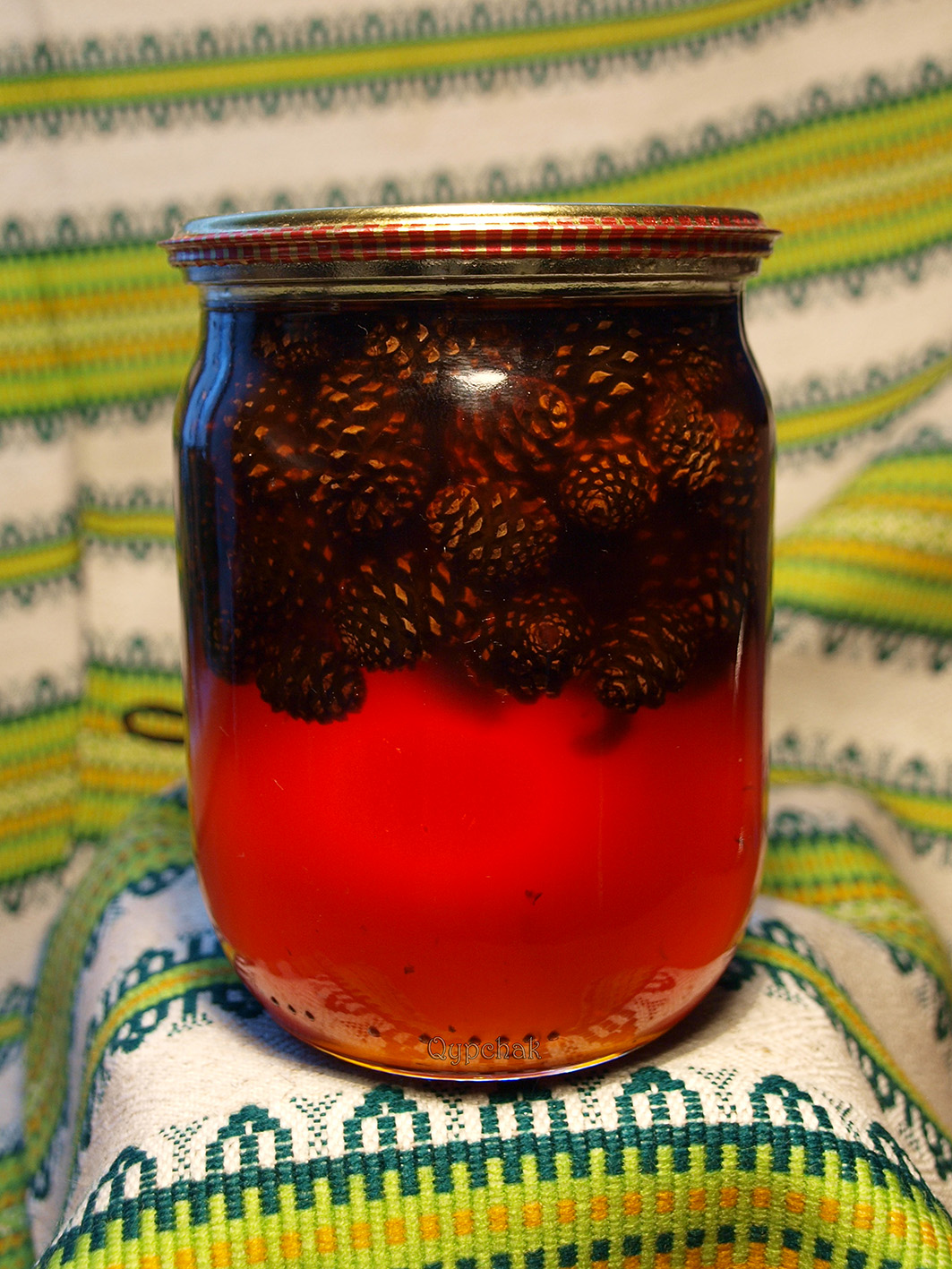
松かさのヴァレニエ